# Lisztstraße 3/5 (Weimar)

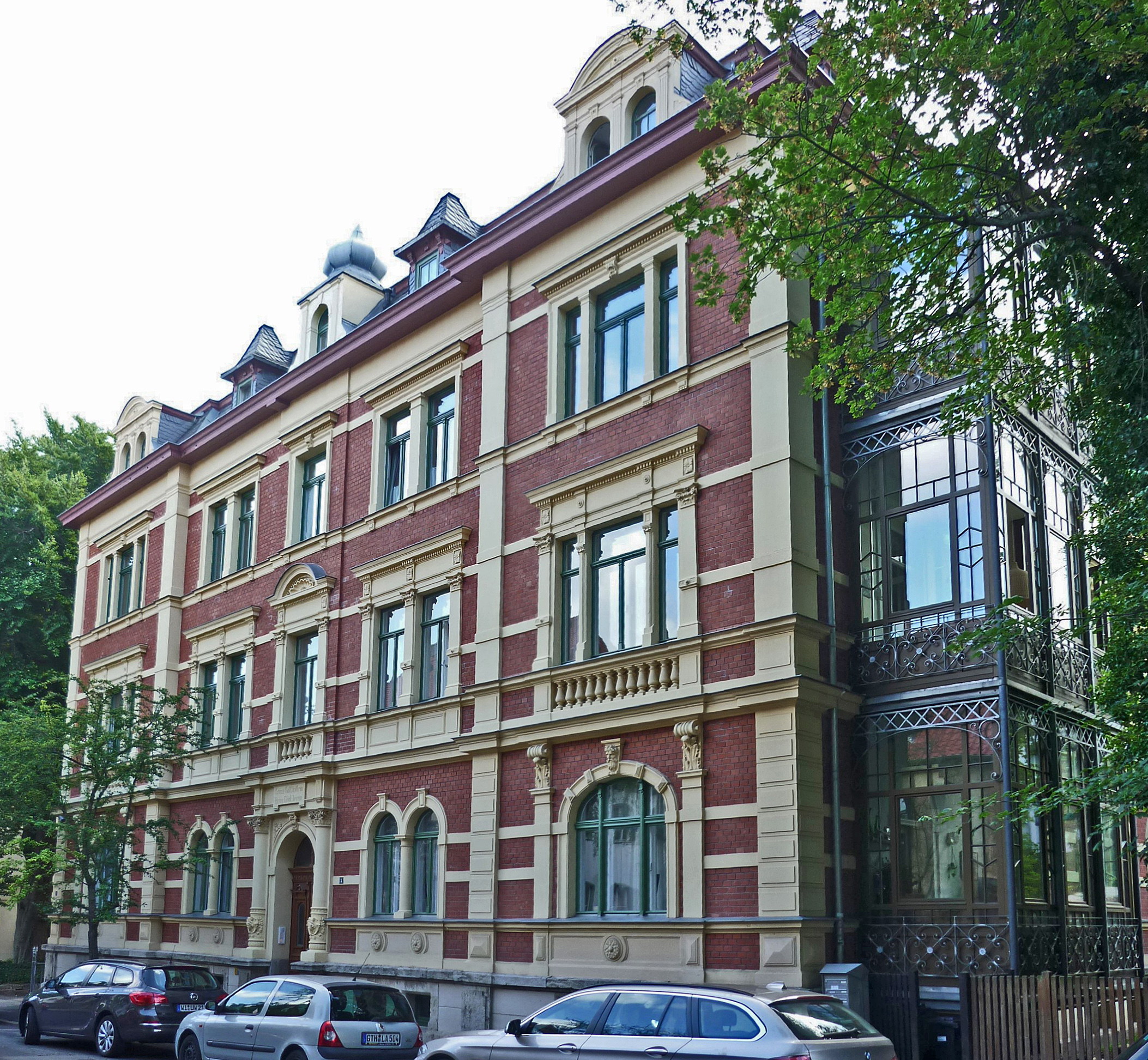
Lisztstraße 3/5

Das Doppelwohnhaus Lisztstraße 3/5 in der Westvorstadt von Weimar steht unter Denkmalschutz.

## Geschichte und Beschreibung
Der historistische Klinkerbau weist die Merkmale der Neorenaissance auf. Er entstand im Auftrag des Rentiers Reinhold Franke nach dem Entwurf des Maurermeisters Arthur Menzel 1896/97. Das dreigeschossige Mietshaus ist ein traufständiger Klinkerbau mit verschieden gestalteten Mansarddachelementen der Gauben und gehört zu den größten Wohnhäusern im Quartier südlich der Steubenstraße. Er steht in der vorderen Fluchtlinie. Das auf einem geböschten Sockel errichtete Gebäude besitzt eine umfangreiche Stuckdekoration, wie er für die Neorenaissance üblich ist. Er besitzt zwei Hauseingänge, einen mittleren in der Mittelachse und einem seitlichen an den Giebeln, die über die Freitreppe zu erreichen ist. Die Außenachsen treten als Risalite hervor. Bemerkenswert sind die am anderen Giebel befindlichen Wintergärten. Im Jahre 1999/2000 wurde bei der Sanierung die innere Raumstruktur zum Teil verändert. Die baufeste Ausstattung wie Außen- und Innentüren, Parkett- und Dielenfußböden, Treppenhäuser mit zweiläufigen Podesttreppen und Balustergeländern blieb dabei erhalten. Zu den Bewohnern zumindest der Hausnummer Lisztstraße 5 zählte der völkische Schriftsteller und Literaturhistoriker Adolf Bartels.